# Flying Away (album)
Flying Away è l'album di debutto del gruppo musicale trip hop britannico Smoke City, pubblicato il 23 giugno 1997 dall'etichetta discografica Jive.
Dall'album è stato estratto il singolo Underwater Love, di successo in tutta Europa.

## Tracce
CD (Jive 516552)
1. Underwater Love – 6:46 (Marc Brown, Nina Miranda)
2. Devil Mood – 4:30 (Marc Brown, Nina Miranda, Chris Franck, Forge)
3. With You – 4:50 (Nina Miranda, Salazaar)
4. Numbers – 5:34 (Marc Brown, Nina Miranda, Chris Franck)
5. Mr. Gorgeous (and Miss Curvaceous) – 4:22 (Marc Brown, Nina Miranda, Chris Franck)
6. Aguas de março (Joga Bossa Mix) – 3:21
7. Dark Walk – 5:04 (Marc Brown, Nina Miranda, Chris Franck)
8. Jamie Pan – 3:11 (Marc Brown, Nina Miranda, Chris Franck)
9. Giulietta – 4:53 (Marc Brown, Nina Miranda, Chris Franck)
10. Flying Away – 3:48 (Marc Brown, Nina Miranda, Chris Franck)

Durata totale: 46:19